# Jennifer Ayache
Jennifer Ayache vagy Jenn Ayache (Cannes, 1983. november 9. –) francia énekesnő, zenész és dalszerző, a Superbus pop-rock együttes frontembere.
Chantal Lauby színésznő, humorista és Jean-Pierre Ayache lányaként született Cannesban, 1983 novemberében. 1999 októberében, alig 16 évesen alapította meg az együtteset Michel Giovannetti gitárossal. Ayache nem csak énekesnőként, de az együttes dalszerzőjeként is tevékenykedik, valamint több hangszeren (dob, gitár, zongora) is játszik. A Superbus-szal hat nagylemezt adtak ki, de 2014-ben szólóalbuma is megjelent, +001 címmel. Franciául és angolul énekel.

## Diszkográfia

### Superbus-nagylemezek
- Aéromusical (2002)
- Pop'n'gum (2004)
- Wow (2006)
- Lova Lova (2009)
- Sunset (2012)
- Sixtape (2016)

### Szóló nagylemezek
- +001 (2014)